# Phlogophora beatrix
Phlogophora beatrix là một loài bướm đêm trong họ Noctuidae.